# Ржичани
Ржичани (чеськ. Říčany, нім. Ritschan) — місто, розташоване в Середньочеському краї Чехії. Знаходиться за 20 кілометрів від центру Праги (або за 30 хвилин їзди поїздом). Тут проживає приблизно 17 тисяч жителів. Муніципалітет із розширеними повноваженнями.
У 2018–2023 роках індекс якості життя показав, що Ржичани є містом із найкращою якістю життя в Чехії.

## Історія
Згідно з хронікою Гайка, перша згадка про Річани відноситься до 748 року, коли точилася битва за Ржичанський двір. 
Наступна письмова згадка про село датується 1289 роком, хоча місцевий замок на скелі був заснований ржичанськими панами близько 1260 року. 
Під час гуситських воєн замок був захоплений і пограбований солдатами Жижкова. Гусити залишилися в замку, після їхнього відходу він залишився у володінні пражан і його значення впало. 
У 1580-х роках його придбала родина Трчків із Липи та покинула після 1516 року. У звіті 1544 року воно вказано як безлюдне.
Пізніше Ржичани знову стали процвітаючим містом, але під час Тридцятилітньої війни місто було майже повністю зруйноване, а деякі навколишні села зникли. 
З 2008 по 2012 рік населення міста зросло більш ніж на 1500 осіб, з 12352 до 13856 осіб.

## Визначні місця

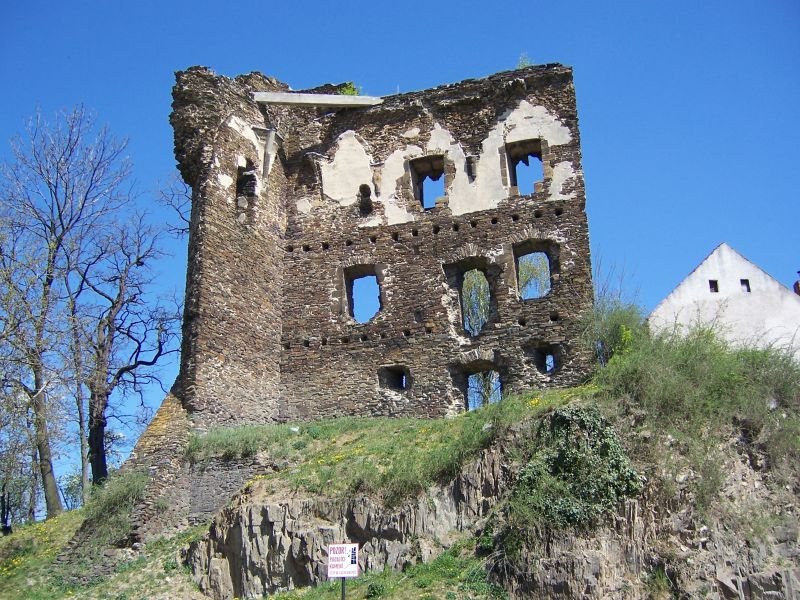
Руїни замку

- Руїни замку Ржичани в місті, на захід від площі Масарика
- Костел Святих Петра і Павла на площі Масарика
- Колона зі статуєю Діви Марії на площі Масарика
- Парк Антоніна Швегли

## Цікаві факти
- У Ржичанах живе відомий чеський ютубер українського походження, підприємець і паркурист Тарас Поворозник[8]
- Ржичани – найбільше місто у світі, що починається на літеру Ř.